# 平井権八
平井 権八（ひらい ごんぱち、1655年（明暦元年）頃 - 1679年12月5日（延宝7年11月3日））は、江戸時代前期に実在した日本の武士でシリアルキラーである。講談・浄瑠璃・歌舞伎・映画等の世界では、白井 権八（しらい ごんぱち）として知られる。

## 人物・来歴

### 日本歴史上初の連続殺人事件

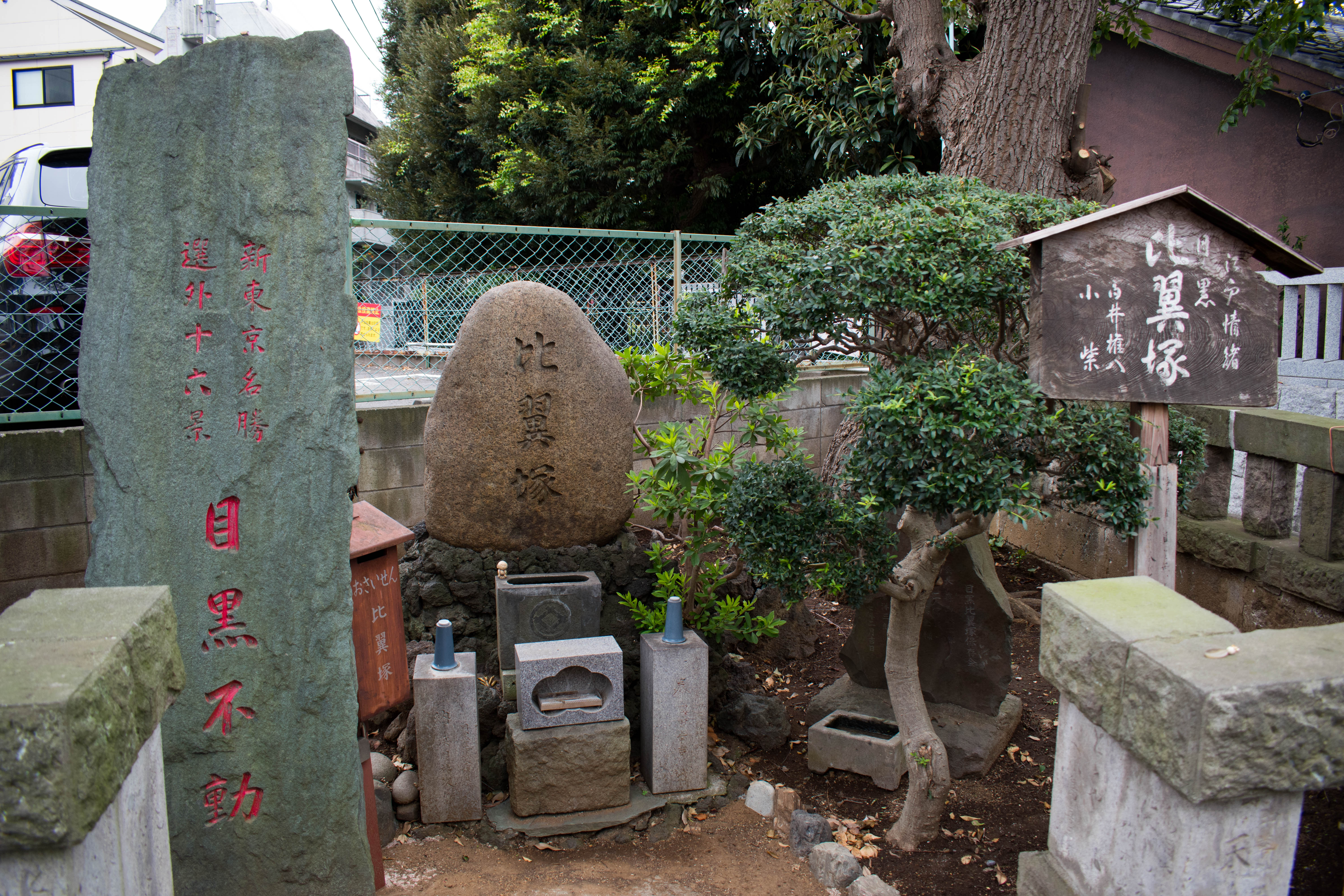
権八・小紫 比翼塚

明暦元年（グレゴリオ暦1655年）に生まれた、とされる。「享年25」からの推測である。父は平井正右衛門。
因幡国鳥取藩士であったが、数え18歳の1672年（寛文12年）秋、父・正右衛門の同僚である本庄助太夫（須藤助太夫とも）が父を侮辱し、それに腹を立てた権八は本庄を斬殺して、江戸へ逃亡（退去とも）した。新吉原の三浦屋の遊女・小紫と昵懇となる。やがて困窮し、連続的に辻斬り（強盗殺人）を犯し、確定しているだけでも130人、推定では185人以上もの人を殺し、金品を奪ったとされる。権八は、目黒不動瀧泉寺付近にあったとされる普化宗東昌寺（現在廃寺）に匿われ、尺八を修め虚無僧になり、虚無僧姿で郷里・鳥取を訪れたが、すでに父母が死去していたことから、自首したとされる。
1679年12月5日（延宝7年11月3日）、品川・鈴ヶ森刑場で刑死した。享年25（満23-24歳没）。小紫は刑死の報を受け、東昌寺の墓前で自害したとされる。同寺に「比翼塚」がつくられたが、同寺が廃寺となったため移転し、目黒不動瀧泉寺（東京都目黒区下目黒）の門前に現存している（北緯35度37分38.9秒 東経139度42分30.3秒 / 北緯35.627472度 東経139.708417度）。

## 伝説・物語

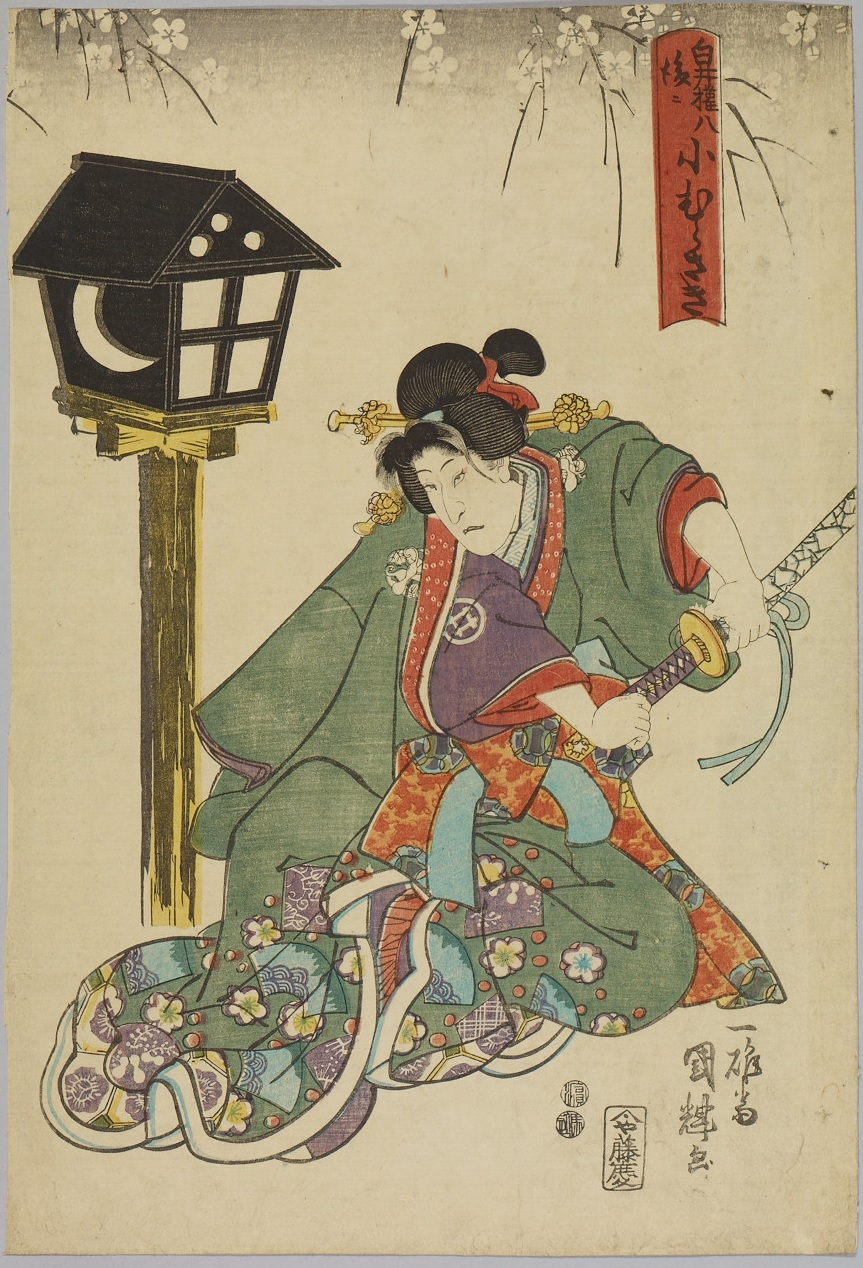
一雄斎國輝画「白井権八 後二小むらさき」小紫を描いた錦絵

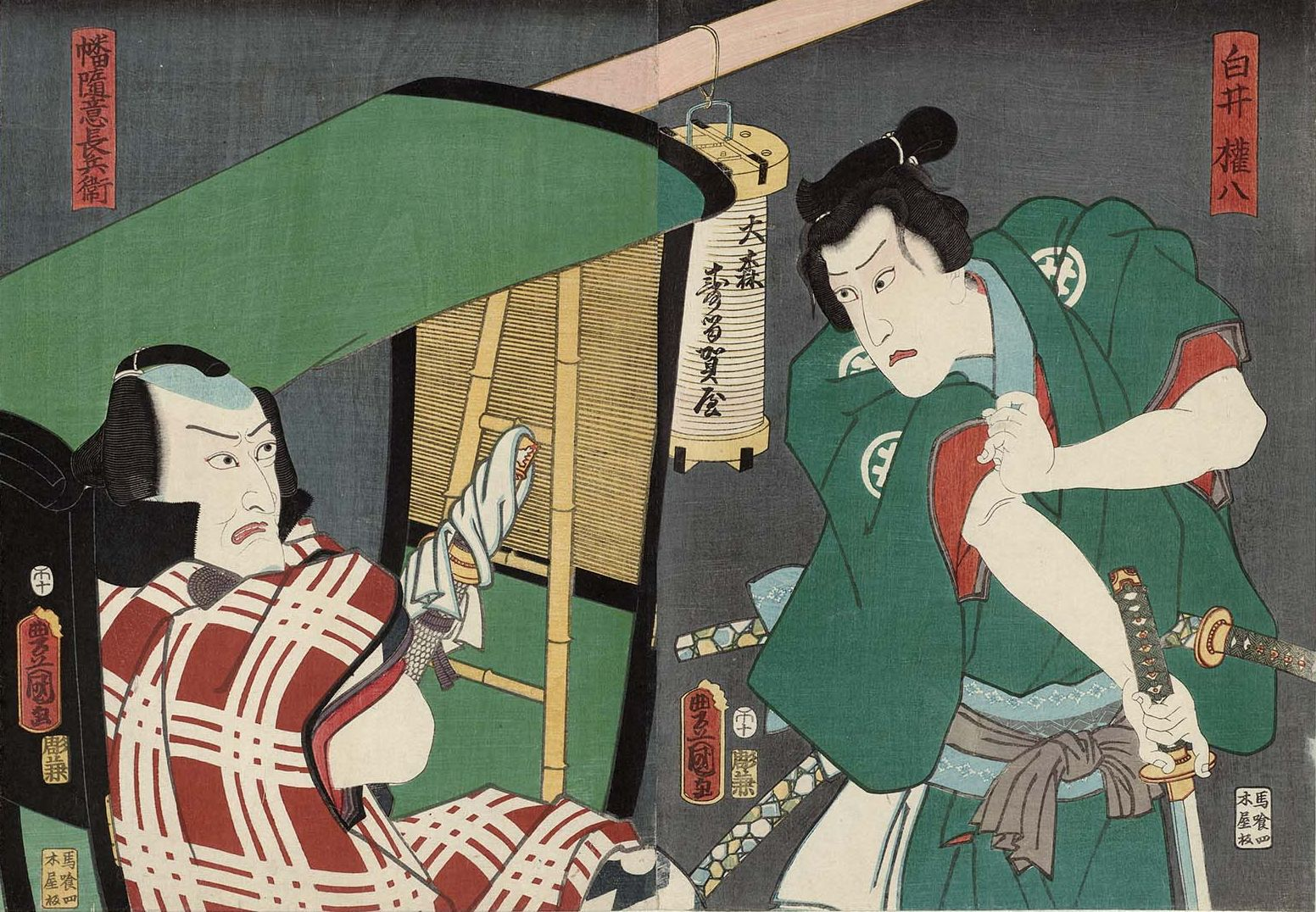
初代河原崎権十郎の白井権八と五代目市川海老蔵の幡随院長兵衛 （三代目豊国 画）
安政5年10月市村座の『小春宴三組杯觴』より

幡随院長兵衛（1622年 - 1657年）とのエピソードが多く語られるが、実在の長兵衛は1657年に殺害されており、時代にずれがある。『浮世柄比翼稲妻』（四代目鶴屋南北、1823年）における二人の鈴ヶ森での出会い（御存鈴ヶ森）で、長兵衛に「お若えの、お待ちなせえやし」と問われ、「待てとお止めなされしは、拙者がことでござるかな」と応える台詞が有名である。長兵衛との説話では、権八はこの後、長兵衛の食客となったとされ、「権八」といえば「居候」を意味するほどに普及したエピソードである。
背は五尺（約151cm）より多く、当時は長身の部類に入る色白の美男であったとされる。
「白井権八」と「小紫」を描いた歌舞伎狂言や浄瑠璃を「権八小紫物」と呼び、ほかにも、『江戸名所緑曾我』（1779年）、『驪山比翼塚』（吉田鬼眼・桂川甫粲、同年）等がある。
吹上宿には、権八の辻斬りに由来した「荊原権八延命地蔵」がある。
1852年6月-7月（嘉永5年5月）、三代目歌川豊国（歌川国貞）が『東海道五十三次の内 川崎駅 白井権八』に描いた権八は、『浮世柄比翼稲妻』のうちの『鈴ヶ森』の場であるが、六郷の渡しをバックに描かれている。

## テアトログラフィ
歌舞伎で「白井権八」を演じたおもな俳優の一覧である。生誕順。
- 十五代目市村羽左衛門（1874年 - 1945年） - 『其小唄夢廓』
- 八代目市川團蔵（1882年 - 1966年） - 『御存鈴ヶ森』
- 七代目尾上梅幸（1915年 - 1995年） - 『御存鈴ヶ森』
- 六代目中村歌右衛門（1917年 - 2001年） - 『浮世柄比翼稲妻』

## フィルモグラフィ

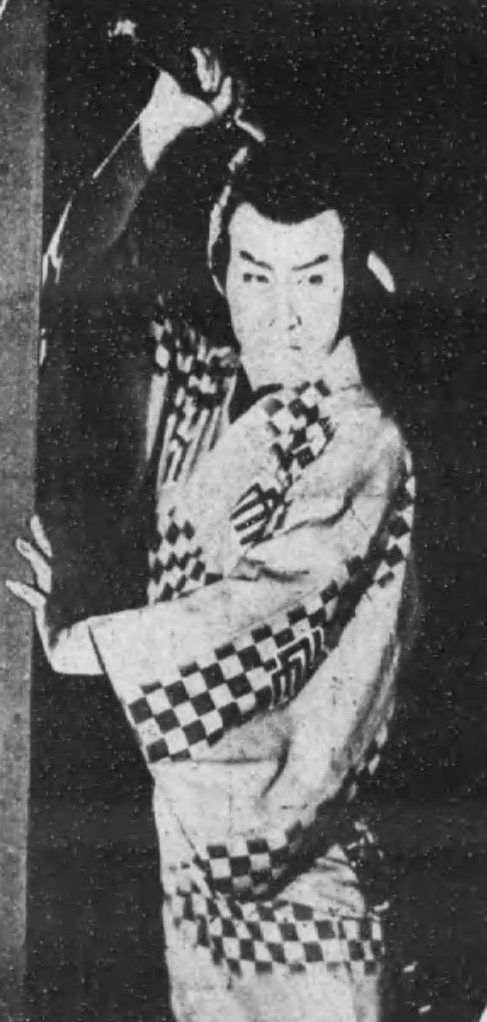
実川延松の権八。『権八と小紫』（1924年、松竹）

日本映画データベース、キネマ旬報映画データベース等にみられる「平井権八」（白井権八）の登場する劇映画一覧である。末尾の俳優が権八を演じた。
- 『白井権八』 : 製作・配給吉沢商店、1910年8月21日公開
- 『白井権八』 : 製作・配給M・パテー商会、1912年7月1日公開
- 『平井権八』 : 製作日活京都撮影所、配給日活、1916年5月25日公開 - 尾上松之助
- 『平井権八』 : 製作日活京都撮影所、配給日活、1921年12月20日公開 - 尾上松之助
- 『平井権八』 : 監督広瀬五郎、製作・配給帝国キネマ演芸 1925年9月23日公開 - 市川百々之助
- 『白井権八』 : 監督山崎藤江、製作衣笠映画聯盟/松竹下加茂撮影所、配給松竹キネマ、1928年3月31日公開 - 林長二郎
- 『平井権八』 : 監督丘虹二、製作・配給河合プロダクション 1928年9月14日公開 - 市川市丸
- 『白井権八』 : 監督由川正和、製作日活太秦撮影所、配給日活、1929年7月26日公開 - 永井寛二郎
- 『鬼鹿毛若衆』 : 監督池田富保、製作日活太秦撮影所、配給日活、1930年8月15日公開 - 沢田清（平井権八役）
- 『若衆髷』 : 監督村田正雄、製作・配給新興キネマ、1934年5月10日公開 - 尾上菊太郎（平井権八役）
- 『白井権八』 : 監督菅沼完二、製作日活京都撮影所、配給日活、1936年12月11日公開 - 尾上菊太郎
- 『大江戸五人男』 : 監督伊藤大輔、製作松竹京都撮影所、配給松竹、1951年11月22日公開 - 高橋貞二（白井権八役）
- 『濡れ髪権八』 : 監督大曾根辰夫、製作松竹京都撮影所、配給松竹、1954年3月3日公開 - 高橋貞二（白井権八役）
- 『白井権八』 : 監督安田公義、製作宝塚映画、配給東宝、1956年2月12日公開 - 二代目中村扇雀
- 『大江戸人気男』 : 監督斎藤寅次郎、製作大映京都撮影所、配給大映、1957年5月8日公開 - 勝新太郎（白井権八役）
- 『命を賭ける男』 : 監督加戸敏、製作大映京都撮影所、配給大映、1958年4月29日公開 - 川口浩（白井権八役）
- 『花の幡随院』 : 監督大曾根辰保、製作松竹京都撮影所、配給松竹、1959年9月13日公開 - 津川雅彦（白井権八役）
- 『旗本と幡随院 男の対決』 : 監督深田金之助、製作東映京都撮影所、配給東映、1960年4月12日公開 - 伏見扇太郎（白井権八役）
- 『花のお江戸の無責任』 : 監督山本嘉次郎、製作・配給東宝、1964年12月20日公開 - 谷啓（白井村の権八役）
- 『天下の副将軍水戸光圀 徳川御三家の激闘』 : 監督貞永方久・奥村正彦・高瀬昌弘、テレビ東京/松竹、1992年1月2日放映 - 梨本謙次郎（平井権八役）

ほかにも下記のものがある。
- 『剣侠江戸紫』 : 監督並木鏡太郎、製作新東宝、1954年公開 - 7代目大谷友右衛門（白井権八役）

## 楽曲
楽曲で「白井権八」をとりあげたものとして以下のものがある。
- 『白井権八』（作詞：佐伯孝夫、作曲：吉田正、歌唱：橋幸夫）ビクター（VS-1182）1964年2月